# Skultuna församling
Skultuna församling var en församling i Västerås stift och i Västerås kommun i Västmanlands län. Församlingen uppgick 2006 i Norrbo församling.

## Administrativ historik
Församlingen har medeltida ursprung.
Församlingen utgjorde till 1 maj 1934 ett eget pastorat för att därefter till 1962 vara moderförsamling i pastoratet Skultuna, Lillhärad och Skerike. Från 1962 till 2006 var den moderförsamling i pastoratet Skultuna, Romfartuna och Haraker. Församlingen uppgick 2006 i Norrbo församling.

## Organister
Lista över organister i Skultuna församling.
| Verksam   | Namn                          | Levnadstid | Övrigt                 |
| --------- | ----------------------------- | ---------- | ---------------------- |
| 1829-1835 | Gustaf Axel Hiller            | 1801-      | Även klockare.         |
| 1835-1841 | Lars Fernquist                | 1806-      |                        |
| 1841-1847 | Johan Wilhelm Bolander        | 1814-1847  |                        |
| 1848-1859 | Johan Peter Peterson          | 1822-1859  |                        |
| 1860-1903 | Per Gustaf Johansson          | 1837-1903  |                        |
| 1899-1914 | Oskar Alfred Härje            | 1873-      | Tjänstledig 1914-1920. |
| 1914-1920 | Per Lidberg                   |            |                        |
| 1921-1942 | Viktor Axel Edvin JS Rommedal | 1881-1955  |                        |
| 1943-     | Josef Eliasson                | 1909-      |                        |

## Kyrkor
- Skultuna kyrka